# Tractat de Velasco
El Tractat de Velasco fou signat a la ciutat de Velasco, actualment Freeport (Texas), el 14 de maig de 1836, entre Mèxic i la nova República de Texas, després de la batalla de San Jacinto (21 d'abril). Els signataris foren el president interí de Texas, David G. Burnet, i el president mexicà Antonio López de Santa Anna, que havia estat fet presoner pels rebels texans.
López de Santa Anna, a canvi del seu alliberament i de la promesa que les tropes mexicanes en retirada no serien atacades, reconegué de facto la independència de Texas i es comprometé a no continuar la guerra. A més, es fixà el límit entre Texas y Mèxic en el Río Bravo (o Río Grande), tot renunciant a una franja de terreny mexicà entre aquest riu i el riu Nueces, situat més al nord.
Les tropes mexicanes es van retirar, però el seu govern es va negar a ratificar el tractat per considerar que, com a presoner, López de Santa Anna no tenia capacitat legal per signar-lo, i, per tant, no es van acceptar ni la independència de Texas ni la nova frontera del Río Bravo. En els anys següents, tropes mexicanes van penetrar en diverses ocasions a Texas, i van arribar dos cops fins a San Antonio, però se'n van haver de retirar cada cop i no van poder impedir la consolidació de la secessió d'aquest Estat. Per la seva banda, els texans no foren capaços de controlar la zona entre el Riu Nueces i el Río Bravo, de la que en reclamaven la sobirania. El conflicte va restar sense resoldre i fou la causa que, un cop incorporat l'Estat de Texas als Estats Units, es desencadenés una guerra entre aquest país i Mèxic que va acabar amb el Tractat de Guadalupe Hidalgo, en virtud del qual Mèxic va haver de cedir als Estats Units el territori en disputa i, a més a més, un territori que representava més de la meitat de tot el país: la totalitat dels actuals estats de Califòrnia, Arizona, Nevada i Utah, i part de Colorado, Nou Mèxic i Wyoming.